# Klaus Ploghaus
Klaus Ploghaus   (Gelnhausen, 31 de gener de 1956 - Hambühren, 11 de gener de 2022) fou un atleta alemany, especialista en el llançament de martell, que va competir sota bandera de la República Federal Alemanya durant les dècades de 1970 i 1980.
El 1984 va prendre part en els Jocs Olímpics d'Estiu de Los Angeles, on guanyà la medalla de bronze en la prova del llançament de martell del programa d'atletisme, rere Juha Tiainen i Karl-Hans Riehm.
En el seu palmarès també destaquen dues medalles d'or a la Universíada, el 1979 i 1981. Al Campionats d'Europa de 1982 fou vuitè i al Campionat del Món d'atletisme de 1983 sisè. A l'ombra de Karl-Hans Riehm, guanyà el campionat alemany de martell de 1982.

## Millors marques
- Llançament de martell. 81,32 metres (1986)[3]